# Kleine Claviergeschichte
Kleine Claviergeschichte is een compositie van Niels Gade. Het werk bevindt zich in het segment jeugdcompositie en niet officieel uitgegeven materiaal van deze Deense componist. Gade droeg het werk op aan collegacomponist en –violist Edvard Hersted. Het vier minuten tellende werkje is gedateerd op 8 december 1839. 